# Strahinja Stojković
Pour les articles homonymes, voir Stojković.
Strahinja Stojković (en serbe en écriture cyrillique : Страхиња Стојковић), né le 8 mars 2007 à Belgrade, est un footballeur serbe qui joue au poste d'arrière droit à l'AS Saint-Étienne.

## Biographie

### Carrière en club

#### Étoile rouge de Belgrade
Né à Belgrade en Serbie, Strahinja Stojković est formé par l'Étoile rouge de Belgrade, où il commence sa carrière professionnelle en championnat de Serbie de deuxième division avec l'équipe reserve,.
Stojković est ainsi d'abord prêté au club satellite du FK Grafičar Belgrade lors de la saison 2024-2025, où il commence aussi à jouer avec l'équipe première de l'Étoile rouge de Belgrade en championnat de Serbie,.
Il joue son premier match avec l'équipe première du club le 2 mars 2025, entrant en jeu lors d'une victoire 4-0 contre l'IMT Belgrade en championnat,,.
Stojković est ainsi sacré champion de Serbie lors de la saison 2024-2025, alors que son équipe domine la compétition depuis plusieurs saison,.

#### AS Saint-Étienne
Le 8 août 2025, il signe un contrat de 4 ans avec l'AS Saint-Étienne, qui le lie au club jusqu'en 2029.

### Carrière en sélection
Strahinja Stojković est international avec l'équipe de Serbie des moins de 19 ans à partir d'octobre 2024.

## Palmarès
Étoile rouge de Belgrade
- Championnat de Serbie (1)
  - Champion en 2024-25